# Латентная дисфория
Дисфория может быть спровоцирована повреждениями мозга, психическими заболеваниями или длительным стрессом. Также человек может находиться в состоянии аффекта и совершить преступление или суицид.
В мире принято разделение на легкую и выраженную дисфорию. Обычно легкую стадию не рассматривают всерьез, принимают например: ворчливость или цинизм за черту характера человека. Эти симптомы влияют на все сферы жизни человека, в некоторых случаях могут влиять на отдельные аспекты жизни. При выраженной степени все сложнее. Симптомы могут сопровождаться страхом и сильной тревожностью, что может быть опасно для окружающих людей. Вспышки гнева могут сопровождаться физическим насилием.
Симптомы: 
•Частое двигательное возбуждение •непоседливость                           •периодический ступор                 •рассеянность 
любые способы лечения дисфории назначаются психотерапевтом в зависимости от степени тяжести заболевания. 

## Проявления дисфории
Дисфорические расстройства возникают из-за заболеваний головного мозга или психопатии — эпилепсии, шизофрении (которая с физиологической точки зрения развивается из-за повышенного уровня дофамина, вследствие этого у человека возникают разного рода галлюцинации), гипогликемии (снижение концентрации глюкозы в крови человека). Также некоторые факторы могут спровоцировать дисфорию у здорового человека:
- Отсутствие сна, которое приводит к истощению нервной системы
- Длительное и сильное воздействие алкоголя, которое может привести к галлюцинациям
- Наркотические препараты
- Длительная болезнь, которая приводит к общему ослаблению организма
- Нарушения в работе половой системы
- Длительные стрессы
- Нестабильный гормональный фон
- Ряд других заболеваний

Также у людей, страдающих дисфорией, наблюдается отсутствие цели и смысла жизни. Характерно отсутствие аппетита, нежелание выходить на улицу и контактировать с окружающими людьми.
Дисфория может проявляться на фоне соматических заболеваний, человек становится капризным и придирается к мелочам. Приступы беспричинного тоскливого состояния и злоба на окружающих проявляются часто. Кроме таких симптомов, у больного могут проявляться нарушения функций вегетативной нервной системы. Также дисфория может проявляться в виде легкой эйфории, что встречается крайне редко. Такие проявления могут встречаться у больных, которые принимают гормоны надпочечников. Симптомы могут проявляться от нескольких дней до нескольких недель. Такие расстройства часто случаются например у наркоманов или алкоголиков. Характерно понижение настроения и общего состояния, бессонница, сексуальные нарушения.
Дисфория может проявляться на фоне заболеваний психического характера, может являться предвестником приступа эпилепсии.
Предменструальная дисфория развивается у женщин, страдающих предменструальным синдромом. Характерно понижение настроения, дискомфорт, боли, слезливость. Такие симптомы обычно имеют цикличный характер, то есть повторяются регулярно.
Существует гендерная дисфория, при которой человек проявляет несвойственные для своего пола интересы. Если не корректировать данное состояние, то последствием этого может быть длительный стресс, а также пристрастие к алкоголю и наркотическим веществам.
Посткоитальная дисфория в основном характерна для женщин. При этом виде дисфории человек недоволен партнером или собой. Симптомы носят временных характер и проявляются спустя несколько часов после полового акта. У женщин — депрессивное состояние и болезненная реакция на полового партнера. У мужчин — гормональный сбой.
У пожилых людей дисфория сопровождается тоской и чувством безвыходности, открытой неприязнью к окружающим, озлобленностью. Дисфория может сопровождаться приступами психоза, что может привести к частичной или полной амнезии.
Признаком шизофрении может являться не достигающая выраженности дисфория. При эпилепсии частичное или полное снижение больших припадков может свидетельствовать прогрессированию дисфории.